# Carlo Cudicini
Carlo Cudicini (n. 6 septembrie 1973, Milano, Italia), este un fost jucător italian care a evoluat pe postul de portar. El este fiul fostului portar de la Milan, Fabio Cudicini, și nepotul fundașului de la Ponziana, Guglielmo Cudicini. Cudicini este în prezent ambasador al clubului și asistent al primului antrenor al echipei de la Chelsea FC.
Cudicini si-a inceput cariera profesionala în Serie A, la Milan, in 1992, dar a încercat să intre în prima echipă și a petrecut sezonul 1993-94 împrumutat la Como, având șase apariții pentru club. El a trecut definitiv la Prato în 1995 și a avut 30 de apariții în ligă pentru club înainte de a pleca din nou la Lazio în 1996. După ce a avut doar o singură apariție pentru Lazio, s-a mutat din nou în 1997, de data aceasta la Castel di Sangro. El a avut 14 apariții în ligă în trei ani la club înainte de a fi împrumutat la Chelsea din Premier League pentru sezonul 1999-2000.
El a semnat permanent pentru clubul englez în 2000 și i-a furat titularizarea lui Ed de Goey, fiind votat jucătorul anului al lui Chelsea pentru sezonul 2001-2002 și portarul ITV Premiership pentru sezonul 2002-2003. Cu toate acestea, el a luptat cu un accident pentru următorul sezon, iar Petr Čech a fost semnat în 2004; Cech îl va înlătura pe Cudicini ca portarul numărul unu, iar Cudicini apare doar sporadic după aceea. În 2006, atât Cech, cât și Cudicini au suferit accidentări la cap în meci împotriva lui Reading; după ce Cudicini a revenit mai devreme, iar forma portarului al treilea Henrique Hilário a disminuit, a preluat pentru scurt timp rolul de titular, până la revenirea lui Cech la sfârșitul lunii ianuarie 2007. Cudicini a părăsit Chelsea în 2009, după ce a făcut 141 apariții în ligă pentru club și a semnat cu rivalii locali Tottenham Hotspur. La Tottenham, el a rămas a doua variantă sau a treia alegere pe parcursul timpului petrecut și a făcut doar 19 apariții în ligă pentru club; primul Heurelho Gomes, apoi Brad Friedel și Hugo Lloris l-au scos din echipă. A părăsit clubul în 2012, după ce a făcut 19 apariții în ligă. În 2013, Cudicini a semnat pentru Los Angeles Galaxy.

## Trofee
- Portarul sezonului 2004–2005 și 2005–2006 în Premier League